# Aclista clito
Aclista clito är en stekelart som beskrevs av Nixon 1957. Aclista clito ingår i släktet Aclista, och familjen hyllhornsteklar. Arten är reproducerande i Sverige.